# 김경천 (1941년)
김경천(1941년 12월 16일~)은 대한민국의 정치인이다. 제16대 국회의원을 지냈다.

## 역대 선거 결과
|  | 55.75% |

|  | 7.09% |